# Стамов, Гавриил Дмитриевич
Гавриил Дмитриевич Стамов (1885, Коктебель — 26 октября 1923, около Старый Крым) — активный революционный деятель. Председатель ревкома Коктебеля, председатель Старокрымского райисполкома.

## Биография
Родился в Коктебеле. В 10 лет остался без родителей. Жил и воспитывался у старшего брата. Революционные веяния того времени увлекли Стамова в раннем возрасте. Уже в 14 лет он был известен своей подпольной деятельностью в революционно настроенных кругах города. Двухэтажная гостиница, которой он владел с 1904 года, до Октябрьской революции была центром коктебельских подпольшиков. Дружил с В. В. Вересаевым, В. И. Касторским, М. А. Волошиным. В Гражданскую войну служил в Красной Армии, работал в подполье. Был арестован белогвардейцами и приговорен к смертной казни. С помощью друзей, одним из которых был Вересаев, ему удалось бежать.
В 1920 году назначен председателем ревкома в Коктебеле, а в 1921 переведен в Феодосию зам. председателя ревкома города. В этом же году стал председателем Старокрымского райисполкома. В это время вся семья Стамовых переезжает в Старый Крым. Здесь получает образование его сын Василий, в дальнейшем известный советский скульптор.
26 октября 1923 года, возвращаясь из служебной поездки по району, недалеко от города между с. Салы (ныне Грушевка) и Старым Крымом был убит.
Похоронен в Старом Крыму.  

## Память
В его честь в Коктебеле, Старом Крыму и в Феодосии были названы улицы.
Гаврила Дмитриевич был прототипом персонажа Михаила Корсакова в романе В. В. Вересаева «В тупике» (1923), автор знал его по Коктебелю.